# Bernice Fitz-Gibbon
Bernice Bowles "Fitz" Fitz-Gibbon (Waunakee, 6 de septiembre de 1894 – Onalaska, 22 de febrero de 1982) fue una redactora y ejecutiva de publicidad estadounidense que fue pionera en la industria publicitaria de retail, trabajando para los grandes almacenes Marshall Field's, Macy's, Gimbels y Wanamaker's. Fue incluida en el Salón de la Fama de la Publicidad en 1982.

## Biografía
Fitz-Gibbon nació en Waunakee, Wisconsin y creció en una granja. Se graduó en la Universidad de Wisconsin-Madison, y trabajó en pequeños periódicos antes de comenzar a trabajar en Marshall Field's. En Nueva York, Fitz-Gibbon trabajó como redactora publicitaria entre 1926 y 1940 para los grandes almacenes Macy's donde escribió el lema "Es inteligente ser ahorrador". Desde 1940 hasta 1954, Fitz-Gibbon dirigió el departamento de publicidad de Gimbels, incluyendo en su equipo numerosas redactoras publicitarias. En esa etapa escribió el eslogan "Nadie, pero nadie, supera a Gimbels".
Fitz-Gibbon fue pionera en la creación de eventos, como desfiles de moda, conferencias y demostraciones de productos, dentro de los propios centros comerciales como forma de promoción. En Gimbels, Fitz-Gibbon era conocida por sus "Fitzkreigs", descritos como "un bombardeo de palabras que brotan del cerebro afilado y altamente imaginativo de la señorita Fitz-Gibbon".

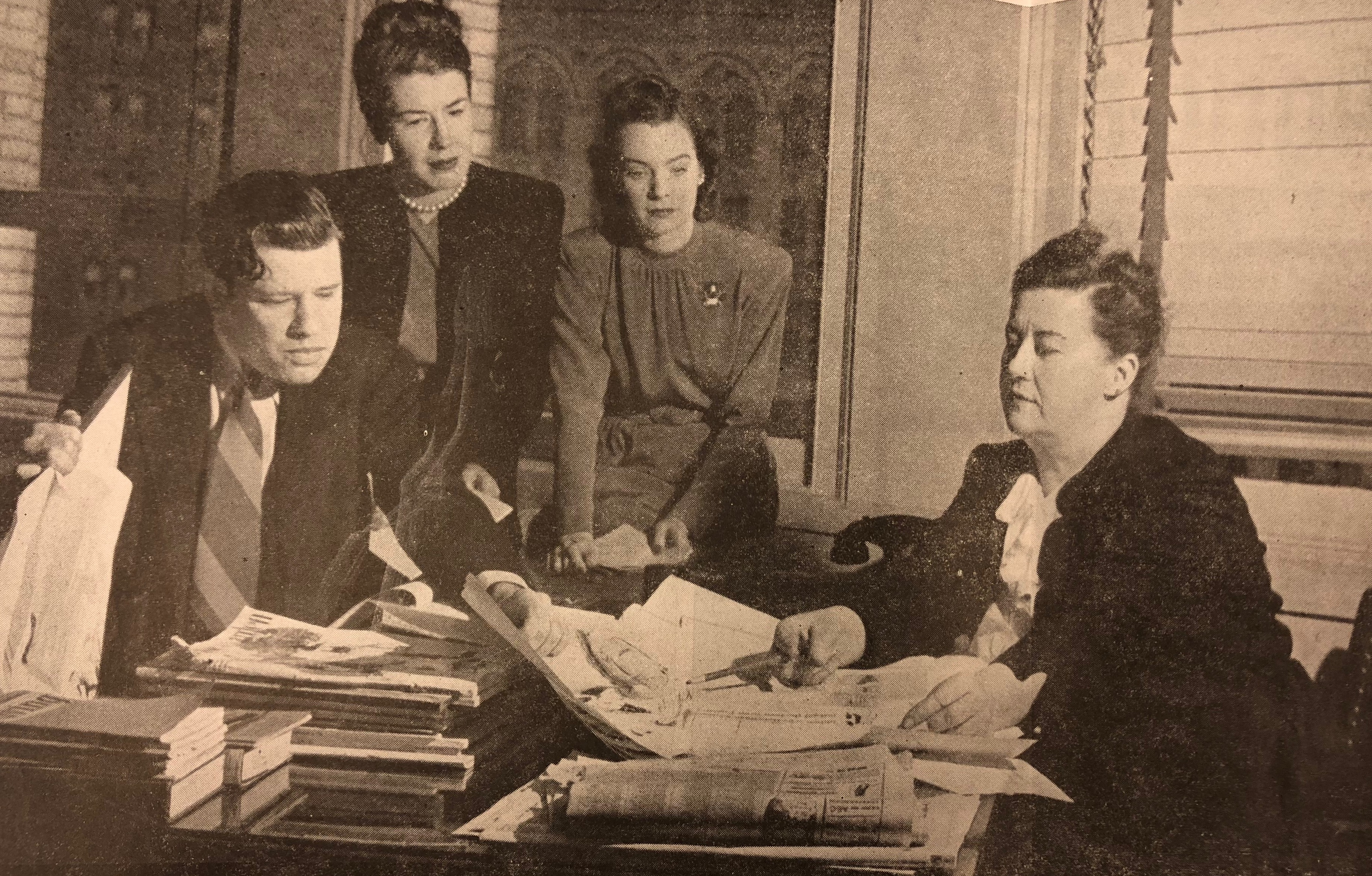
Bernice (derecha) trabajando en anuncios.

Se casó con Herman Block en 1925, falleciendo este en 1951. Fitz-Gibbon continuó su ascenso y tuvo una fuerte disputa con el escritor estadounidense Sloan Wilson sobre la presencia de mujeres en el lugar de trabajo. En 1954, Fitz-Gibbon fundó su propia agencia de publicidad, desde la que formó e impulsó la carrera de muchas mujeres para que pudieran convertirse en redactoras publicitarias.
Después de recibir numerosos premios de la industria publicitaria, Fitz-Gibbon se retiró a Madison, Wisconsin en 1976. Murió en Onalaska, Wisconsin.

## Reconocimientos
En su época, Fitz-Gibbons fue la mujer mejor pagada de la industria publicitaria. Fue incluida en el Salón de la Fama de la Publicidad en 1982. La revista Advertising Age la incluyó en la lista de las 100 mujeres más influyentes de la publicidad. También fue reconocida por la Retail Advertising Confederation y el Copywriters Club de Nueva York.